# アレクサンドロス3世
アレクサンドロス3世（ギリシア語: Ἀλέξανδρος Γ'、紀元前356年7月20日 - 紀元前323年6月10日）、通称アレクサンドロス大王（ギリシア語: Ἀλέξανδρος ὁ Μέγας）は、古代ギリシャのアルゲアス朝マケドニア王国のバシレウス(王)（在位：紀元前336年 - 紀元前323年）である。また、コリントス同盟（ヘラス同盟）の盟主、エジプトのファラオも兼ねた。
ヘーラクレースとアキレウスを祖に持つとされ、ギリシアにおける最高の家系的栄誉と共に生まれた。ギリシア語ではアレクサンドロス大王であるが、ドイツ語風に読んでアレクザンダー大王またはアレキサンダー大王とすることも多い。アラビア語やペルシア語ではイスカンダルと呼ばれている。

## 概要
紀元前356年にアルゲアス朝マケドニア王国ペラで生まれ、20歳で父であるピリッポス2世の王位を継承した。その治世の多くをアジアや北アフリカにおける類を見ない戦役（東方遠征）に費やし、30歳までにギリシャからインド北西にまたがる大帝国を建設した。戦術・戦略の天才であり、少年のごとき純朴な野心を持っていた。戦えば決して負けることがなく、確かな戦略で領域を急速に拡大し、異民族統治においては独創的な方針をとった。彼の業績は征服戦争に成功したことだけにあるのではない。当時のギリシア人が考える東方世界の主要部（ギリシア、メソポタミア、エジプト、ペルシア、インド）のほとんどを一つにつないだ若き『世界征服者』であり、異文化の交流と融合を図る諸政策を実行し、広大な領域にドラクマなどを流通させることで両替の手間を省いて迅速かつ活発な商取引を実現したことにある。アレクサンドロス以後、世界は一変したことから、歴史上において最も成功した軍事指揮官であると広く考えられている。
青年期、アレクサンドロスはプトレマイオスたちを学友として過ごし、16歳までアリストテレスの教えをマケドニア東部のミエザという地で受けた。紀元前336年に父王がアイガイの劇場で暗殺されると、彼は末息子ながらその王位を継承するとともに、強大な王国と熟達した軍隊を受け継ぐこととなった。アレクサンドロスはコリントス同盟の盟主としてマケドニア王位に就いたので、この立場を使い父の意を継いで東方遠征に着手した。紀元前334年、アケメネス朝（ペルシャ帝国）に侵攻し、10年に及ぶ大遠征を開始した。アナトリアの征服後、イッソスの戦いやガウガメラの戦いといった決定的な戦いによって強大なペルシャを打ち破った。そして、ペルシャ帝国の王であるダレイオス3世を破りペルシャ帝国全土を制圧した。その時点で彼の帝国はアドリア海からインダス川にまで及ぶものであった。
紀元前326年、インドに侵攻し、ヒュダスペス河畔の戦いでパウラヴァ族に勝利する。しかし、多くの部下の要求により結局引き返すこととなった。紀元前323年、アラビアへの侵攻を始めとする新たな遠征を果たせないまま、首都にする計画だったバビロンで熱病にかかり32歳で崩御。その崩御後、彼の帝国は内戦（ディアドコイ戦争）によって分裂し、マケドニア人の後継者（ディアドコイ）によって分割支配されることとなった。
アレクサンドロスの征服によって生じた文化伝播とシンクレティズムはギリシア式仏教などに見られる。自分の名前にちなんで20あまりの都市を建設し、中でもエジプトのアレクサンドリアは最も有名である。アレクサンドロスによるギリシア植民地の支配とそれによるギリシア文化の東方への伝達は古代ギリシアと古代オリエントの文明を融合させ、ヘレニズムと呼ばれる新たな文化の出現をもたらした。この事実の側面として15世紀中盤の東ローマ帝国の文化や1920年代までギリシア語の話者がアナトリア半島中部から遥か東（ポントス人）にまでいたことにも現れている。アレクサンドロスは古典的な英雄であるアキレウスのように伝説として語り継がれ、ギリシャと非ギリシャ双方の文化における歴史や神話に顕著に登場する。歴史上の軍事指揮官は頻繁にアレクサンドロスと比較され、その業績は今も世界中の軍学校で教えられる。歴史上もっとも影響力のあった人物の一人としてしばしば挙げられる。
ハンニバル、ガイウス・ユリウス・カエサル、ナポレオンなどの著名な歴史上の人物たちから大英雄とみなされていた。旧約聖書やコーラン、ゾロアスター教、シャー・ナーメなど多様な民族の文献にも登場する。現代でもアレクサンドロスの名に因んだ名前をつける人は多い。1941年からギリシャで発行されていた旧1000ドラクマ紙幣や旧100ドラクマ硬貨、1926年からアルバニアで発行された旧1レク紙幣などの肖像に使用されていた。

## 生涯

### 若年期

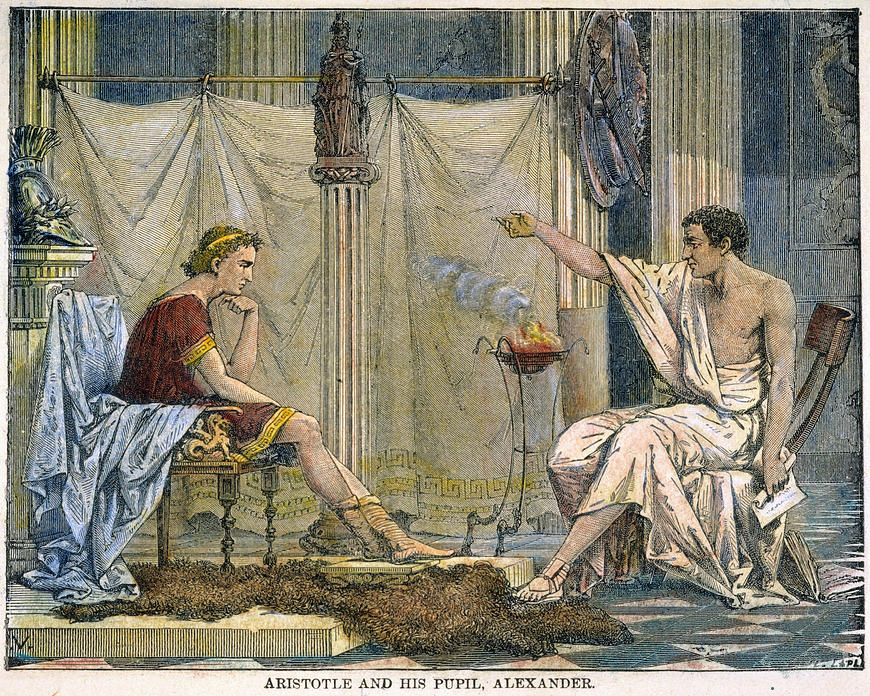
アリストテレスの講義を受けるアレクサンドロス

アレクサンドロス3世はピリッポス2世とエペイロス王女オリュンピアスの間に生まれた。ピリッポス2世はヘーラクレースを祖とする家系で、オリュンピアスはアキレウスを祖とする家系であったから、ギリシア世界で最大の栄光を持つ両英雄の血筋を引くと考えられ、家系的栄誉はギリシア随一であった。
紀元前342年、ピリッポスはアテナイからマケドニア人の学者アリストテレスを「家庭教師」として招く。アリストテレスは都ペラから離れた「ミエザの学園」で、紀元前340年までアレクサンドロスとその学友を教えた。アレクサンドロスは「ピリッポス2世から生を受けたが、高貴に生きることはアリストテレスから学んだ」という言葉を残すほどに、アリストテレスを最高の師として尊敬するようになる。また、彼と共にギリシアの基礎的な教養を身につけた「学友」たちは、後に大王を支える将軍となった。
東征中、アレクサンドロスの要請でアリストテレスは『王道論』と『植民論』を書き送ったといわれる。アレクサンドロスも、各国から動物や植物を送り、アリストテレスはそれらを観察し、研究を続けた。アリストテレスとの交流はこうして、アレクサンドロスの死まで続いた。

### ギリシア南部出兵・即位
紀元前338年、アレクサンドロスは一軍の将として父に従ってギリシアの南部に出兵しカイロネイアの戦いでアテナイ・テーバイ連合軍を破る。これが彼の初陣であったが、このときアレクサンドロスは精鋭のヘタイロイ騎兵を率いてアテナイ・テーバイ軍を壊乱させ、マケドニアの勝利に大きく貢献した。父ピリッポス2世はこれによってギリシア諸ポリスにコリントス同盟（ヘラス同盟）を締結させ全ギリシアの覇権を握ると、続いてペルシアへの東征を計画したが、紀元前336年に護衛のパウサニアスに暗殺された。
20歳の若さでマケドニア王を継承したアレクサンドロスは、敵対者を排除してマケドニアを掌握すると、トラキア人と戦うためにイストロス川方面に遠征して成功をおさめ、その隙に反旗を翻したテーバイを破壊し、父王暗殺後に混乱に陥っていた全ギリシアに再び覇を唱えた。ギリシアの諸ポリスを制圧したアレクサンドロスは、マケドニア本国の押さえを重臣アンティパトロスに任せた。

### 東方遠征

#### 小アジアの征服

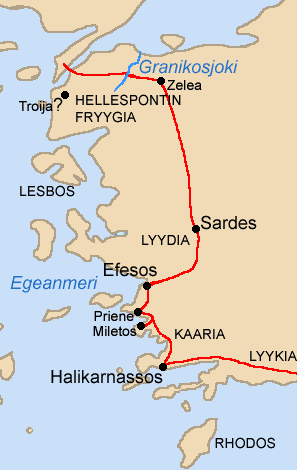
前334年

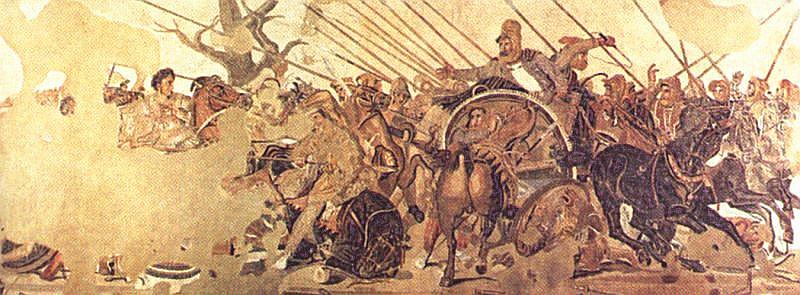
ポンペイで発掘されたモザイク画。アレクサンドロスとダレイオス3世が左右それぞれに描かれている。オリジナルは、ポンペイからナポリ国立考古学博物館に移動している。

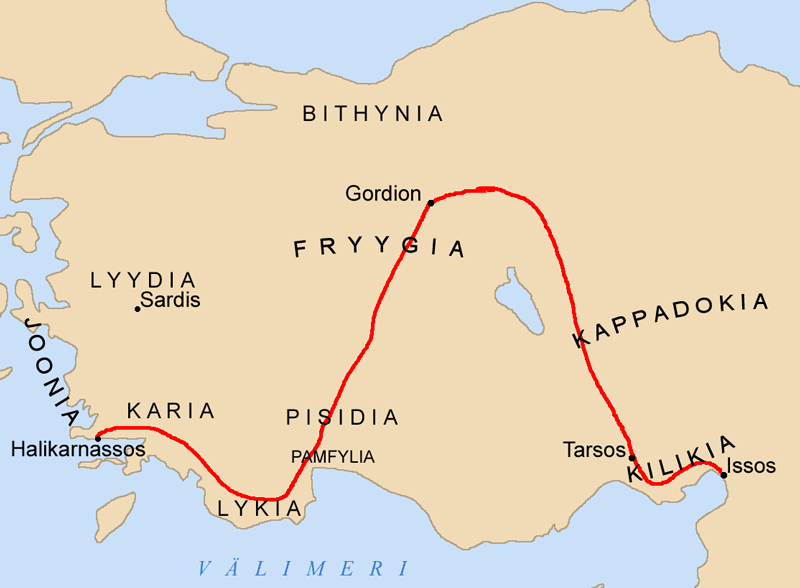
前333年

紀元前335年、父の遺志を継いでマケドニア軍を率いてペルシア東征に出発し、小アジアに渡ったマケドニア軍38,000はグラニコス川の戦いで小アジア太守の連合軍4万と対峙した。この時、派手な甲冑を身に纏ったアレクサンドロスは騎兵の先頭に立ち、自ら馬を駆って突進すると敵将ミトリダテスを投げ槍でしとめた。この印象的で鮮やかな勝利によって、アレクサンドロスは味方将兵の信頼を得ると共に敵に対しては計り知れない恐怖心を与えることになった。カリスマ性を帯びたアレクサンドロスに率いられるマケドニア軍は、小アジアに駐屯するペルシア軍を蹴散らしながら東進を続けて行く。
紀元前333年、ついにアレクサンドロスはアンティオキアの北西イッソスにおいてダレイオス3世自らが率いるペルシア軍10万と遭遇する（イッソスの戦い）。アレクサンドロスは騎兵と近衛兵、徴募兵を縦横無尽に指揮してペルシア軍を敗走させ、ダレイオスの母・妻・娘を捕虜にした。このときペルシアから和睦の申し出を受けるが、これを拒否しさらに進軍を続ける。

#### エジプトの征服

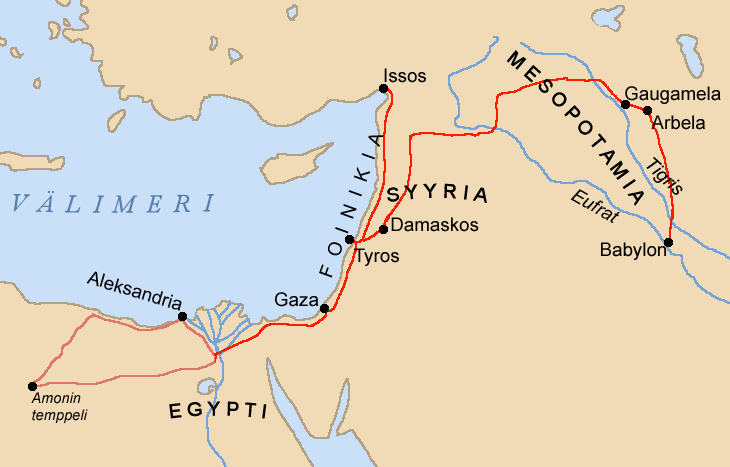
前332年 - 前331年

アレクサンドロスは、シリアにおいては反ペルシアの都市が比較的多かったため歓迎されたが、頑強に抵抗したフェニキアのティール（Tyre、現ティルス）とガザを屈服させると、さらに南下してエジプトに侵入した。
エジプトは11年前の紀元前343年にアルタクセルクセス3世によって征服されたばかりであり、ペルシアの統治が根付いていなかったために占領は容易であった。紀元前332年、エジプト人に解放者として迎え入れられたアレクサンドロスはファラオとして認められ、「メリアムン・セテプエンラー」というファラオ名を得て、アメン神殿にその像を祭られた。彼は少数の部隊を率いて西部砂漠のシワ・オアシスにあるアメンの聖地に行き、ここで自らをアメンの子とする神託を得た。アメンはギリシア神話のゼウスと同一視されており、これはアレクサンドロス大王はゼウスの子であるという神託に等しかった。また、その後ナイルデルタの西端に都市を建設したが、これが現在のアレキサンドリアの起源である。
エジプトの地で将兵に充分な休養と補給を施したアレクサンドロスはペルシア王国への遠征を再開する。

#### ペルシア王国の滅亡
紀元前331年、アレクサンドロス軍47,000は、チグリス川上流のガウガメラで20万とも30万ともいわれたダレイオス3世指揮下のペルシア軍を破った（ガウガメラの戦い）。ダレイオスがカスピ海東岸に逃れると、ペルシャ王国はもはや風前の灯火となった。ペルシア王国の中枢に乱入したマケドニア軍は、バビロンやスーサの主要都市を略奪した。スーサからペルセポリスに向かう途中、ウクシオンという部族の居住する地域を通る時に貢物を要求されたので、ウクシオンの戦いが生じ、これを破った。その後ペルシス門の戦いでアリオバルザネスの伏兵を破ると、ペルセポリスに入城した。ペルセポリスでは一般民衆に対しても凄惨な虐殺と強姦が繰り広げられたうえ徹底的に破壊して焼き払った。ペルセポリスの破壊は遠征に同行していたヘタイラのタイスの進言によるものであったという。ペルセポリスの徹底した破壊は、ペルシア戦争時にペルシアがアテナイのアクロポリスを焼き払ったことへの復讐の意味もあった。ペルシアの中枢を占領した後も、アレクサンドロス軍はダレイオスを追って進軍を続けた。
翌年、ダレイオス3世が王族で側近であったベッソスによって暗殺されると、アレクサンドロスはダレイオスの遺骸を丁重に葬った。ダレイオスの死後も、ベッソスはペルシア国王アルタクセルクセスを自称して抗戦を続けたため、アレクサンドロスはベッソスの不義不忠を糾弾してこれを攻めた。ベッソスは、スピタメネスとオクシュアルテスに捕えられた後アレクサンドロスに引き渡され、エクバタナで公開処刑された。

#### ソグディアナ方面の占領

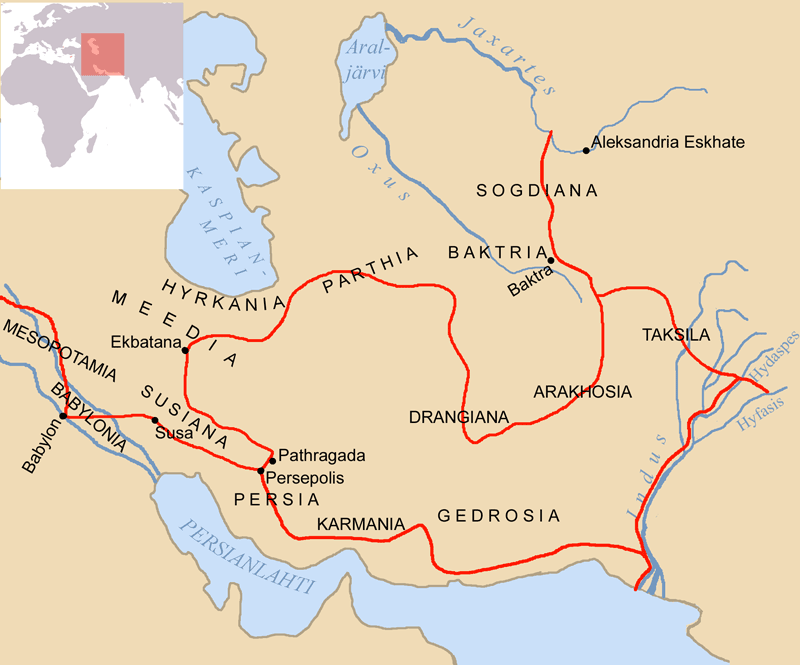
前331年 - 前323年

中央アジア方面へ侵攻したアレクサンドロスは、再び反乱を起こしたスピタメネスを中心とするソグド人による激しい抵抗に直面した。マケドニア軍は紀元前329年から紀元前327年までソグディアナとバクトリアにおける過酷なゲリラ戦（ソグディアナ攻防戦）を強いられ、将兵の士気の低下を招いた。好戦的な遊牧民であるスキタイ人も攻撃を仕掛けてきたが、アレクサンドロス大王やその部下であるクラテロスは遊牧民の騎兵にも勝利を収め、遊牧民の王が「アレクサンドロス大王の命令は何でも受け入れるので、どうかお許しください」と懇願するほどであった。また、クレイトス殺害事件や近習による陰謀事件など、アレクサンドロスと部下たちの間に隙間が生じ始めるのもこの頃である。なおソグディアナ攻防戦後にアレクサンドロスは紀元前328年に帰順したこの地方の有力者、オクシュアルテスの娘ロクサネを妃とした。

#### インド遠征とスーサ帰還

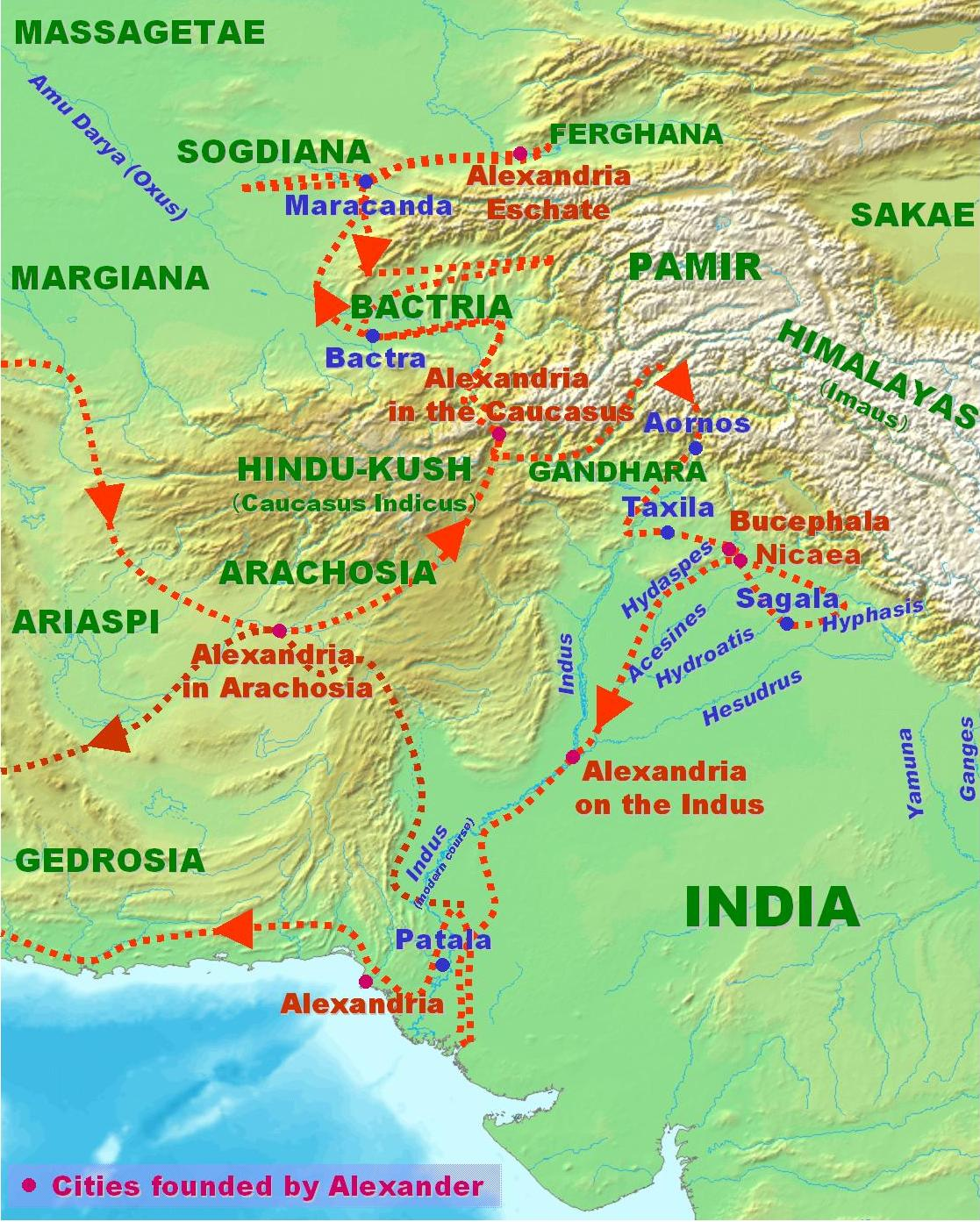
アレクサンドロスのインド行軍路（赤線）

ペルシア王国を征服したアレクサンドロスは次にインドへの遠征を開始した。紀元前328年に「鉄の門」を越え、スワート渓谷でコフェン戦争（紀元前327年 - 紀元前326年）。アオルノス（古代ギリシア語: Άορνος、英語: Pir-Sal、現ピール・サル峰、紀元前327年 - 紀元前326年）にてアレクサンドロスは生涯最後の包囲戦を行い、これを破った。紀元前326年にインダス川を越えてパンジャブ地方に侵入し、5月にヒュダスペス河畔の戦いでパウラヴァ族の王ポロスを破った。その後も周辺の諸部族を平定しながら進軍し、インドにおいて最も勇猛なカタイオイ人も制圧した。更にインド中央部に向かおうとしたが、部下が疲労を理由にこれ以上の進軍を拒否したため、やむなく兵を返すことにした。
11月からアレクサンドロスはヒュドラオテス川（現ラーヴィー川）を南下し、全軍を3つに分割してクラテロスと共に残存する敵対勢力（ジャート族系のマッロイ人）を駆逐し（マッロイ戦役）、さらにインダス川を南下してパタラ（現タッター）に出た。ゲドロシア砂漠（現パキスタンバローチスターン州）を通ってカルマニア（現イランケルマーン州）に向かい、紀元前324年にスーサに帰還した。この際、部下のネアルコスに命じてインダスからペルシア湾を通ってユーフラテス川の河口までの航海を命じた。この探検航海によりこの地方の地理が明らかになると同時に、ネアルコスの残した資料は後世散逸したもののストラボンなどに引用され、貴重な記録となっている。紀元前324年にはスーサの合同結婚式が行なわれた。

### バビロン還幸と大王崩御
還幸したアレクサンドロスは、メソポタミアのバビロンにおいて帝国をペルシア、マケドニア、ギリシア（コリントス同盟）の3地域に再編し、アレクサンドロスによる同君連合の形をとることにした。また、広大な帝国を円滑に治めるためペルシア人を積極的に登用するなど、ペルシア人とマケドニア人の融和を進めた。この過程においてアレクサンドロスはペルシア帝国の後継者を宣し、ペルシア王の王衣を身にまといペルシア風の平伏礼などの儀礼や統治を導入していったため、自身の専制君主化とマケドニア人の反発を招いた。
バビロンに戻ったアレクサンドロスはアラビア遠征を計画していたが、蜂に刺され、ある夜の祝宴中に倒れた。10日間高熱に浮かされ「最強の者が帝国を継承せよ」と遺言し、紀元前323年6月10日、32歳の若さで崩御した。

### 死因
アレクサンドロスの死因は毒殺説、熱病（マラリア）説、祝宴中にてんかん発作により突然倒れたという説もある。精神医ロンブローゾはプルタルコスを引用して、「ヘラクレスの大盃を十数杯飲みほして死んだ」と伝え、酒の飲み過ぎという説を唱えるものもいる。

#### 感染症説
アレクサンドロス3世の高熱という症状やインドからの還幸での崩御という地理的要素から死因はマラリアとも考えられてきたが、2003年に死因は西ナイルウイルスによるウエストナイル脳炎という学説が登場した。その根拠は、古代のバビロンが現代の西ナイルウイルスの流行する分布域に属していることのほか、1世紀から2世紀にかけて活躍したギリシア人著述家プルタルコスの『対比列伝』（「プルターク英雄伝」）のなかの以下のような記述である。
アレクサンドロスがバビュローンに入ろうとしている時に、（中略） 城壁のところまで行くと、多くのカラスが喧嘩をして互いにつつきあい、その内幾羽かが大王の足元に落ちた。
公的な記録によれば、アレクサンドロス大王は高熱を発してずっと熱が下がらず、そのあいだ激しくのどが渇いて葡萄酒を飲み、うわごとがはじまって、発熱後10日目に崩御したといわれる。これらの症状は、ウエストナイル熱やウエストナイル脳炎の症状と矛盾しない。

#### 暗殺説
東方遠征中、酒に毒が盛られているのにアレクサンドロスが気付いたことにより、若手将校らによるアレクサンドロス暗殺計画が発覚したとされるが、記録によって事態経過の記述が全くバラバラかつ曖昧である。首謀者の1人として司令官の1人フィロタスの名前が挙がった。フィロタスは無実を主張するが、彼の義兄弟らが拷問の末に自白したため、有罪の判決が下りフィロタスは処刑された。パルメニオンを筆頭とする旧臣とアレクサンドロスの亀裂により近衛兵を率いるフィロタスの粛清劇を招いたという説が有力である。

## 崩御後
アレクサンドロスの崩御後、異母兄で精神疾患のあったピリッポス3世と、アレクサンドロスの崩御後に生まれた息子アレクサンドロス4世が共同統治者となったものの、後継の座を巡って配下の武将らの間でディアドコイ戦争が勃発した。ピリッポス3世は紀元前317年に、アレクサンドロス4世は紀元前309年に暗殺され、アレクサンドロスの帝国はディアドコイらにより分割・統治されることとなった（プトレマイオス朝エジプト、セレウコス朝シリア、アンティゴノス朝マケドニア）。
アレクサンドロスの死と当時の社会情勢により民衆に不安が広がり、インフレーションが発生した。これが記録が残る最古のインフレーションである。

## 人物

### 指揮能力
アレクサンドロス3世が大王と呼ばれるようになるのは、軍事指揮官として類を見ない成功を治めたことによる。たとえ数で圧倒的に凌駕されていようとも、一度も戦いにおいて負けることがなかった。これは地形とファランクス、騎兵戦術、大胆な戦略、そして部下の強い忠誠心を使ったことによる。6メートルの長さを持つ槍（サリッサ）で武装するマケドニアのファランクスは、ピリッポス2世による厳格な養成によって熟練させられ、アレクサンドロスはそのスピードと運動能力を最大限利用した。

### 結婚と子女
紀元前327年に、オクシュアルテス（バクトリア王）の娘ロクサネと結婚し、1男をもうけた。
- アレクサンドロス4世（紀元前323年 - 紀元前309年） - アレクサンドロス大王の崩御後に生まれ、マケドニア王位を継承

紀元前324年2月にスサでペルシア王ダレイオス3世の娘スタテイラ2世、およびペルシア王アルタクセルクセス3世の娘パリュサティス2世と結婚した。
側室のバルシネとの間に庶子(男子)を1人もうけた。
- ヘラクレス（英語版）（紀元前327年頃 - 紀元前309年）

## 融合政策
アレクサンドロスは征服地にその名に因んでアレクサンドリアと名付けた都市を建設、軍の拠点として現地支配の基礎に置いた。帝国の公用語に古代ギリシア語を採用した。さらにペルシャ文化への融合に心を配り、自らダレイオス3世の娘を娶りペルシア人と部下の集団結婚を奨励し（この集団結婚式においてマケドニア人の女とペルシア人の男が結婚する事例はなかった）、ペルシア風礼式や行政制度を取り入れ代官に現地有力者を任命した。

## ヘレニズム

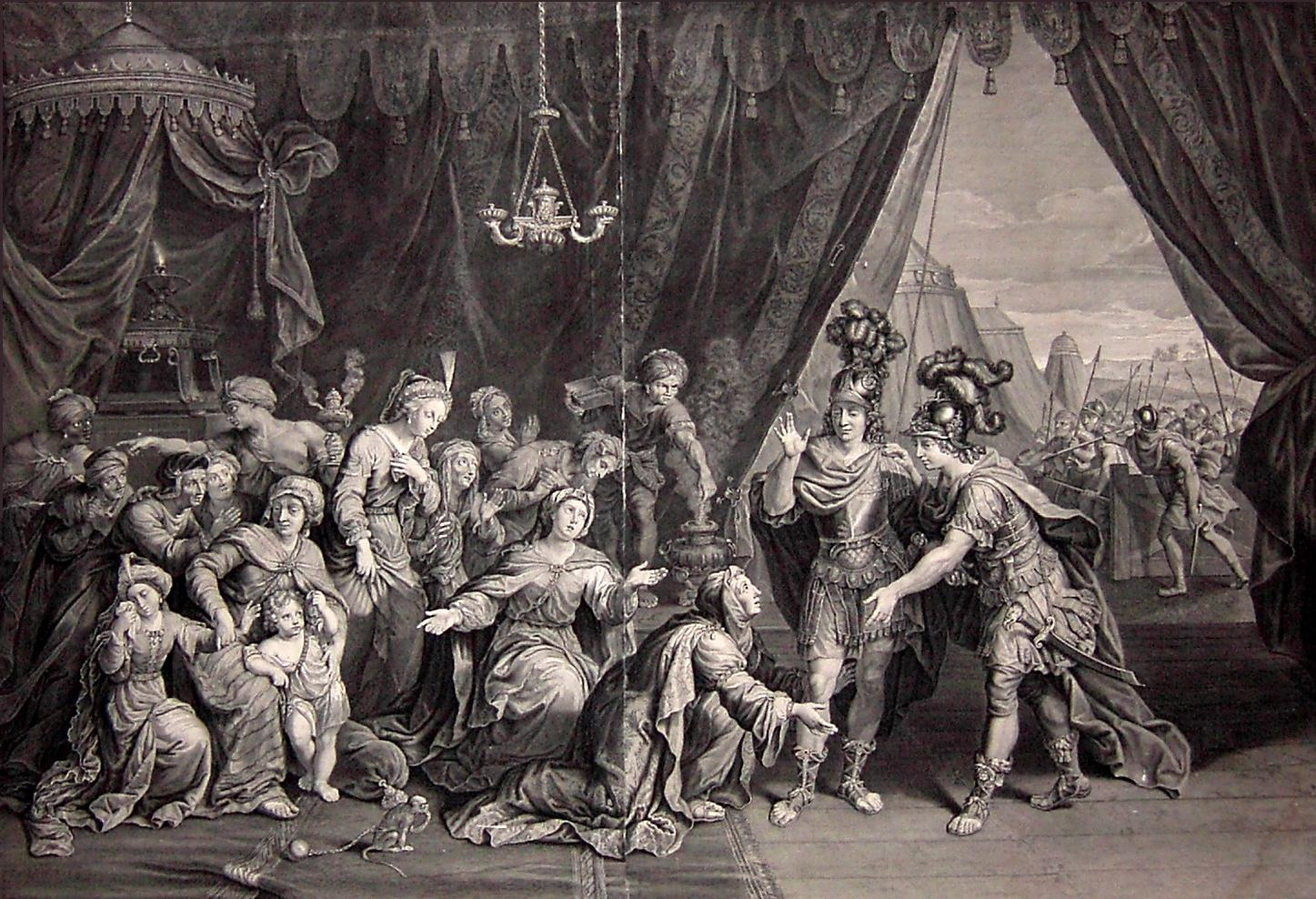
アレクサンドロスとダレイオス3世の家族

ギリシア文化とオリエント文化が融合したヘレニズム文化はアレクサンドロスの帝国とその後継王朝へ根付き、ラオコオン、ミロのヴィーナス、サモトラケのニケ、瀕死のガリア人などの彫刻が各地で制作された。エウクレイデス、アポロニオス、アルキメデス、エラトステネス、アリスタルコスらの学者も輩出、その後古代ローマに強い影響を及ぼし、サーサーン朝などにも影響を与えた。

## マケドニア軍の強さ
純朴で質素な生活を営んでいたマケドニア人は苦難に耐える良い兵士であり、ギリシア南部の諸ポリスで伝統的であったファランクスの軽装化と盾の廃止による長槍の長大化、それに対応した編成に改良を加えたマケドニア軍は、当時の地中海世界において精強な軍隊であり、各々の将兵は軍務に誇りを持つ練達の兵士であった。また、アレクサンドロスは状況に応じて異なった兵種を組み合わせて即座に混成部隊を編成し、敵がどのような軍隊であっても柔軟に対応することができた。例えば、遊牧民スキタイとの戦いでは、敵のヒット・アンド・アウェイ戦法に対し、投槍騎兵と軽装歩兵の混成部隊を用いてこれを敗走させた。どのように過小評価しても、世界史上軍事の指揮官として最大級に評価されるべき戦術家アレクサンドロスに指揮されたマケドニア軍は、当時最強の軍隊であった。
戦術家としてだけではなく、アレクサンドロスは戦士としても有能であった。アレクサンドロス自ら行軍中にあっても荷馬車に乗り降りして体を鍛錬したと伝えられる。彼は常に最前線で将兵と共に戦い、自らの頭部や胸部に重傷を負うことさえあった。数々の戦場で危機を乗り切ったアレクサンドロスは神懸かった戦士であり、将兵から絶大な人気を得ていた。
このようなマケドニア遠征軍に対しペルシア軍は大軍を動員したが、当時は利害が絡み合う各国兵による混成軍であったことから士気が低く、相互に連携した行動を取る修練も欠いていた。このため、継戦能力が乏しく、敗走を開始すると建て直しが困難であった。
兵站と進軍
父王ピリッポス2世は、アテナイの軍人クセノポンからヒントを得て歴史的に初の戦場への馬車と牛車と家族の帯同を禁止し、歩兵と騎馬に荷（長槍、食料、道具、調理器具、毛布、建築資材、医薬品など40kg以上）を負わせることで、余計な足枷と負担を無くし迅速で機動的な戦力の展開を行えるようにした。アレクサンドロスも地形の問題や負傷兵が多い場合を除き、父王の戦略を踏襲している。
食料は、小麦、大麦、キビなどの乾燥穀物をパンや粥として食べた。そのほかには、干肉、ナツメヤシやイチジクなどのドライフルーツ、現地調達の肉や貝、果物などである。進軍では、偵察から得た情報をもとに食料の多い地域を優先し軍隊の規模を維持していた。しかし、砂漠の多いペルシャでは、水が貴重なため水源から水源へ移動を行った。

## イスカンダル伝承
アラビア語やペルシア語ではアレクサンドロスはイスカンダルの名前で知られる。アレクサンドロス3世の勇猛はイスラーム世界に一種の英雄伝説となって語り伝えられた。中東における伝承ではアレクサンドロスには2つの角があるとされ、イスカンダル双角王（イスカンダル・ズルカルナイン）の名で知られた。また、東南アジアにイスカンダルという男性名があるのは、イスラーム教の東進によってこの英雄伝説が広まった結果である。アレクサンドロス・ロマンスの広まった範囲は、ギリシア文化を受け継いだヨーロッパやイスラーム世界のみならず、断片的に中国やエチオピアにまで広がっている。

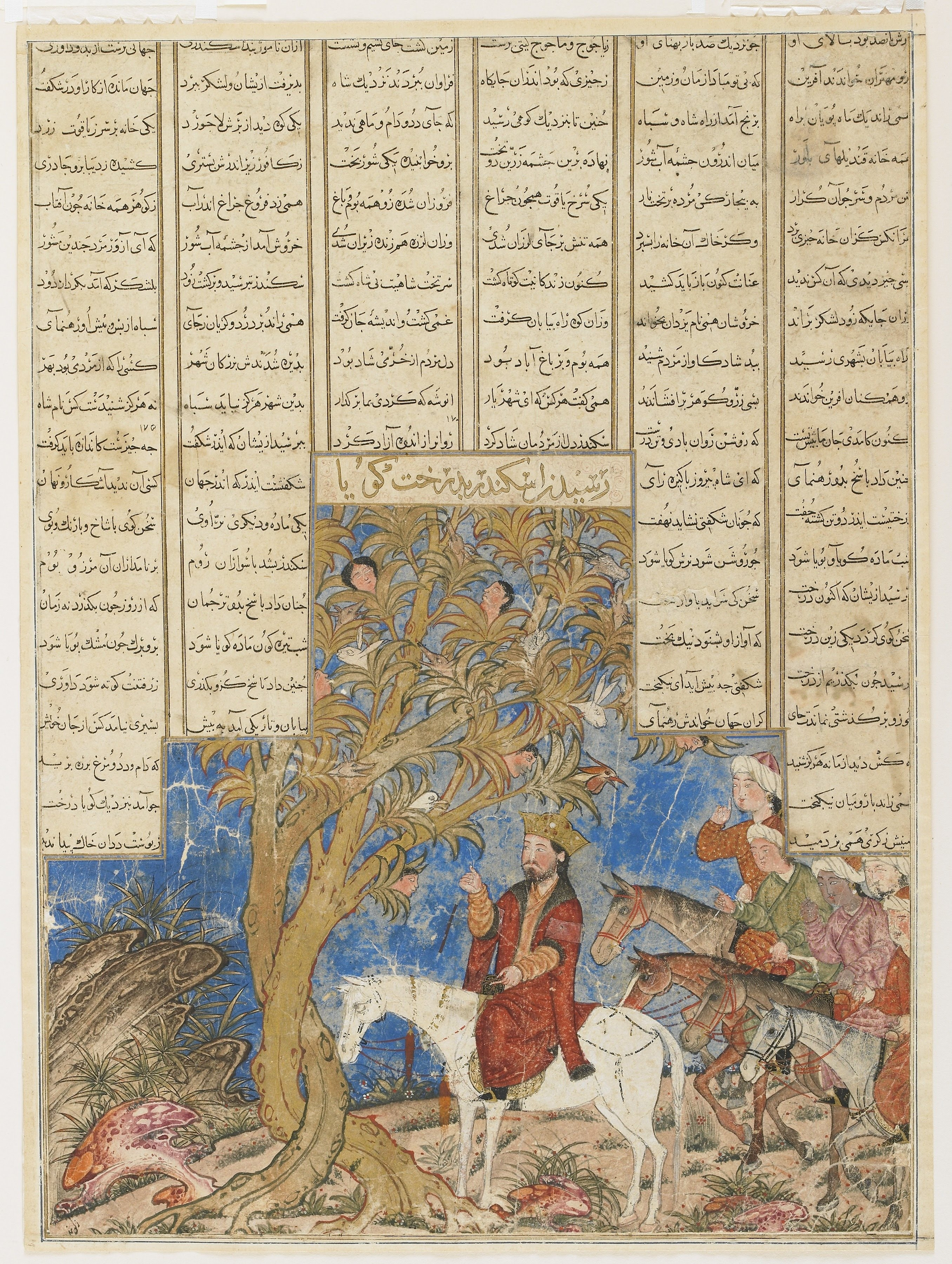
生物が実る「もの言う木」に至ったイスカンダル。フェルドウスィーの『シャー・ナーメ』より（14世紀前半、イルハン朝）

イスカンダル (波: اسكندر, Iskandar) は、古代マケドニア王国のアレクサンドロス大王を指すアラビア語・ペルシア語の人名である。
これらイスラーム世界でのイスカンダル像は、主に『偽カリステネスのアレクサンドロス物語』といったアレクサンドリア発祥の空想譚を起源とし、それにアッバース朝時代の翻訳運動などで流入したシリア、エジプトなどでのアレクサンドロス伝承などから、イラン世界におけるアレクサンドロス3世の支配を歴史的に整合性をつけようとしたものであった。
文学ではフェルドウスィーやニザーミーといった著名な作家たちが韻文や散文による『イスカンダル・ナーマ』（アレクサンドロスの書）を著している。これらの作品ではイスカンダルとアリストテレスが理想的な「君主と宰相」像として描かれている。
また、アレクサンドロスに由来する中東の都市名は、それぞれアレクサンドリアはアル・イスカンダリーヤ、アレクサンドレッタはイスカンダルーン（トルコ語ではイスケンデルン）と呼ばれる。
イスラム教の東進に伴い、東南アジアでも一般的な男性名となっている。マラヤ年代記には、アレクサンドロス大王のインドでの子孫であるラジャ・スラン（１１世紀南インド・チョーラ朝のラージェーンドラ1世と考えられる）が、ペラ近郊、ジョホールといった現代のマレーシアの領域に侵攻したとの記述がある。歴史上でもマラッカ国王イスカンダル・シャー（在位1414年-1424年）、 アチェ国王イスカンダル・ムダ（在位：1607年-1636年）らがいる。シンガポール近くのジョホールバル南部開発地区の名前であるイスカンダル・マレーシアは開発開始当時のジョホールのスルタン イスカンダル・イブニ・スルタン・イスマイルの名前に因んでいる。

## 逸話、エピソード

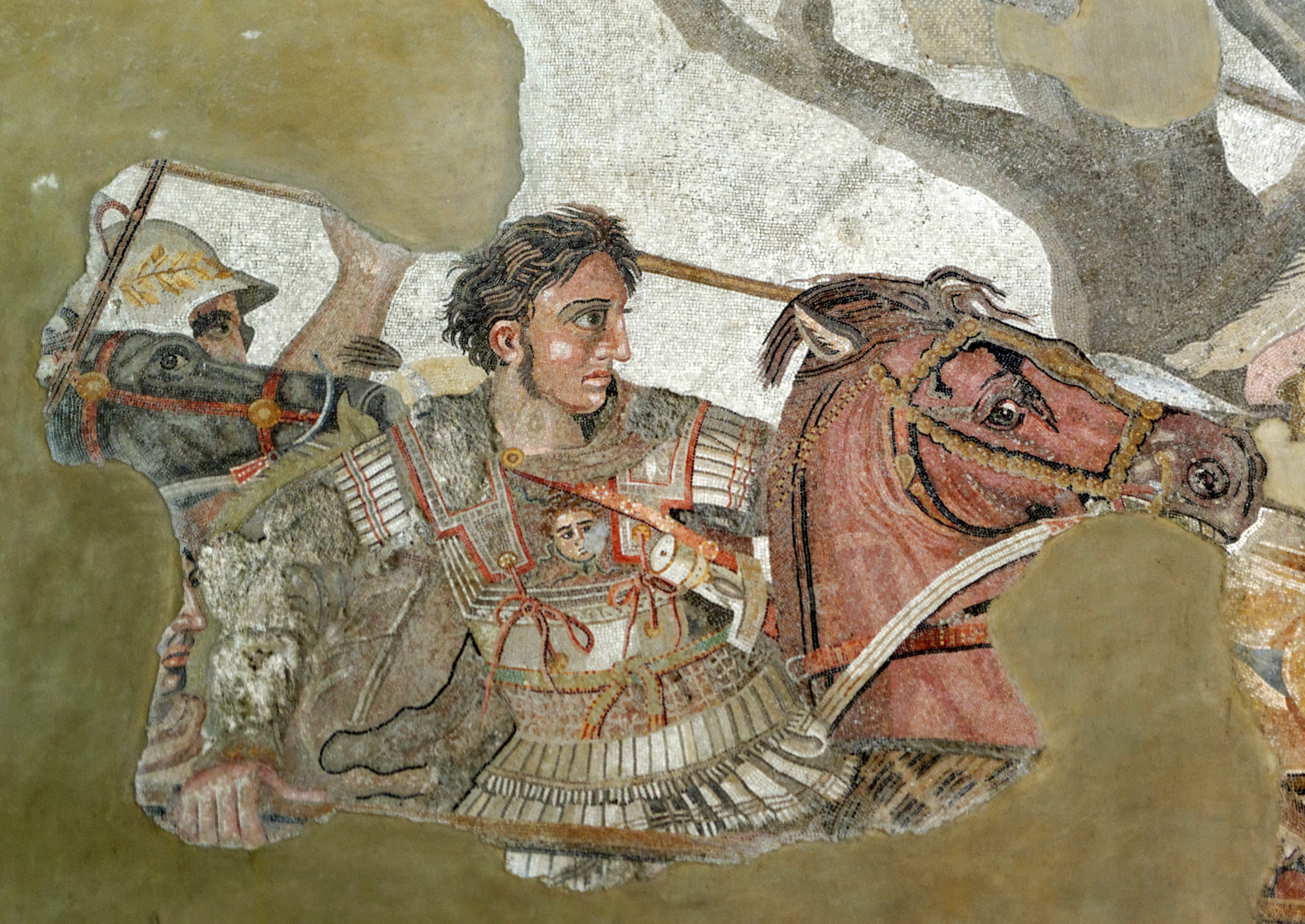
愛馬ブケパロスに騎乗したアレクサンドロス（拡大図）

ブケパロス
王子時代にブケパロスという馬がペラの王宮に連れてこられた。気性が荒々しく誰も乗りこなすことができなかったが、アレクサンドロスはブケパロスが自分の影に怯えているのに気付き、馬の向きを変えて見事に乗りこなした。それを見た父のピリッポス2世は満足と恐れを同時に抱き、「そなたは自分の王国を探すがよい」と言ったという。
決して負けない人
アレクサンドロスはアジアへの遠征に先立って神託を求めて神託所に行った。そのとき神託所は休業日だったが、アレクサンドロスは強引に神託を求め続けた。うんざりした巫女が「あなたは決して負けない人だ」とこぼすと、彼は満足して立ち去った。
ディオゲネス
コリントスにシノペのディオゲネスという賢者がおり、いつも裸で樽に暮らし、質素な生活を送っていた。本人はその哲学思想もあって、犬のような生活を送りながらも人生に至極満足していた。コリントスに滞在していたアレクサンドロス大王の下にはたくさんの人が集まっていた。博識なアレクサンドロス大王は、その中に賢者であるディオゲネスが居ることを望んだが彼だけが大王の前に現れなかった。アレクサンドロス大王は自らディオゲネスに会いに行くことにした。クラネイオンに行くと、そこにはひなたぼっこを楽しんでいたディオゲネスの姿があった。「余が大王であるアレクサンドロスである。」と名乗ると、「わしが犬である、ディオゲネスである。」と応えた。アレクサンドロスは彼に「何なりと望みのものを申してみよ!」と問うたが、答えは「どうか、私を日陰におかないでいただきたい。」というものだった。それの様を見たアレクサンドロスは「お前は余が恐ろしくないのか?」と問うとディオゲネスは「いったいお前は何者だ?善人か?悪人か?」と問う。アレクサンドロスは「むろん、善人である!」と返すと、「それなら、誰が善人を恐れようか?」と返した。帰路にてアレクサンドロスは「もし私がアレクサンドロスでなかったら、私はディオゲネスになりたい」と語ったという。
確かに、晩年のディオゲネスはコリントスで生活をしていた。シノペからアテナイへ移ったあと、奴隷として売り飛ばされコリントスのクセニアデスに買われた為である。この時期で、アレキサンドロスとディオゲネスが会う機会は、東方遠征前に立ち寄ったこの時期しかありえない。よって、実際に会う機会が存在したことは事実である。
アレキサンドロスとディオゲネスのエピソードはディオゲネス・ラエルティオス著の『哲学者列伝』収録のものとプルタルコスが伝えるものが残っている。しかし、ディオゲネスとアレキサンドロス双方の思想らしからぬエピソード。デフォルメされた性格。および、当時のマケドニア批判の風潮。他のマケドニア人とディオゲネスの逸話における多くの矛盾から、マケドニア批判の一例として後世に創作されたものではないかという声もある。
もし創作であった場合、ディオゲネスの提唱した「世界市民(コスモポリテース)」とアレキサンドロスのその後の遠征や統治の類似性から着想を得たものではないかと考えられる。
アキレウスへの情熱
アレクサンドロスはイリアスの英雄アキレウスに心酔していた。東方遠征で小アジアに渡った際には、本隊を離れてわざわざトロイへと赴き、アキレウスの墓に花冠を捧げた。更に、そこにあるアテーナー神殿に自らの武具一式を奉納し、代わりにトロイ戦争時から伝わる武具を貰い受けたという。トロイで受け取った聖なる盾をアレクサンドロスは常に持ち歩き、戦闘の際にはそれを盾持ちにもたせて自分の前方を進ませた。
ヘーラクレースへの挑戦
アレクサンドロスは、自らがギリシア神話最大の英雄ヘーラクレースの子孫だと信じて疑わなかった。インド北部に侵攻した際には、ヘーラクレースですら落とせなかったとされる難攻不落のアオルノスという岩山を陥落させた。しかし、これはアレクサンドロス大王のご機嫌を取るための浮説であり、現地にそういう伝承は存在しなかったとされる。
毒殺を恐れない
アレクサンドロスが病臥していたとき、侍医のフィリッポスが敵（ダレイオス3世）に買収されて王の毒殺を企てているという報せが届いた。王はその手紙を読んだが、平然として薬を飲み干し、フィリッポスに手紙を見せた。フィリッポスは「今後も、医者としての私の指示に従うようにしてください。そうすれば助かります。」と言ったといわれる。その後、王は激しい高熱に苦しんだが、やがて回復した。
貴婦人への礼遇
ダレイオス3世の母と妃がイッソスの戦いの後で捕えられたが、アレクサンドロスは彼女らに非常に敬意を払って接した。のちにそれを伝え聞いたダレイオス3世はアレクサンドロスの度量を賞賛し、もし自分が不幸にして王国を失うとしたら、アレクサンドロスこそが新たな王となるように神に祈ったという。
「勝利を盗まない」
ガウガメラの戦いの前夜に宿将パルメニオンが夜襲を進言したが、アレクサンドロスは「私は勝利を盗まない」と言って退けた。ペルシア軍は劣勢のマケドニア軍が確実に夜襲を仕掛けてくるものと予想して一晩中厳重に警戒していたが、アレクサンドロスは翌朝遅くまで悠々と寝続けた。ペルシア軍は無駄に体力を消耗し、マケドニア軍は気力充実して戦闘に臨むことができた。
クレイトスの殺害
アレクサンドロスはペルシア王国を征服した後、東方文化を積極的に導入し、マケドニアの古参将兵の反発を招いた。ある夜の酒宴でアレクサンドロスは武将クレイトスと東方政策をめぐって激しく口論し、衝動的にクレイトスを刺し殺してしまう。まもなく酔いが醒めた王は深く嘆いたという。
砂漠の水
インド遠征からの帰路、アレクサンドロスの本隊は不毛なゲドロシアの砂漠を行軍してペルシア本国へ向かった。兵士たちが飢えと渇きに苦しんで倒れていく中、1人の兵士が王のために1杯の水を見つけてきた。しかしアレクサンドロスは「私は皆と共に渇きに苦しむ方を選ぶ」といって水を捨てた。
部下への感情
アイリアノスは『ギリシア奇談集』において「アレクサンドロスは軍人らしいという理由でペルディッカスを、軍の統率において優れているという理由でリュシマコスを、勇敢だという理由でセレウコスを憎んでいた。アンティゴノスの気前のよさ、アッタロスの品行、プトレマイオスの幸運さは彼の癪に障るものであった」（アイリアノス, XII, 16．なお、引用は  より）と述べており、アレクサンドロスの優秀な部下に対する思いは複雑なものであったともされる。逆にアレクサンドロスがヘファイスティオンを寵愛していたのは、彼がとりたてて将軍として抜きん出たところのない人物だったからだともいう。
性的嗜好
男色家であったという説もある。
思慮深さ
早まって過ちを犯さないよう、何かする時には30秒考えてから実行に移したという。

## 伝説

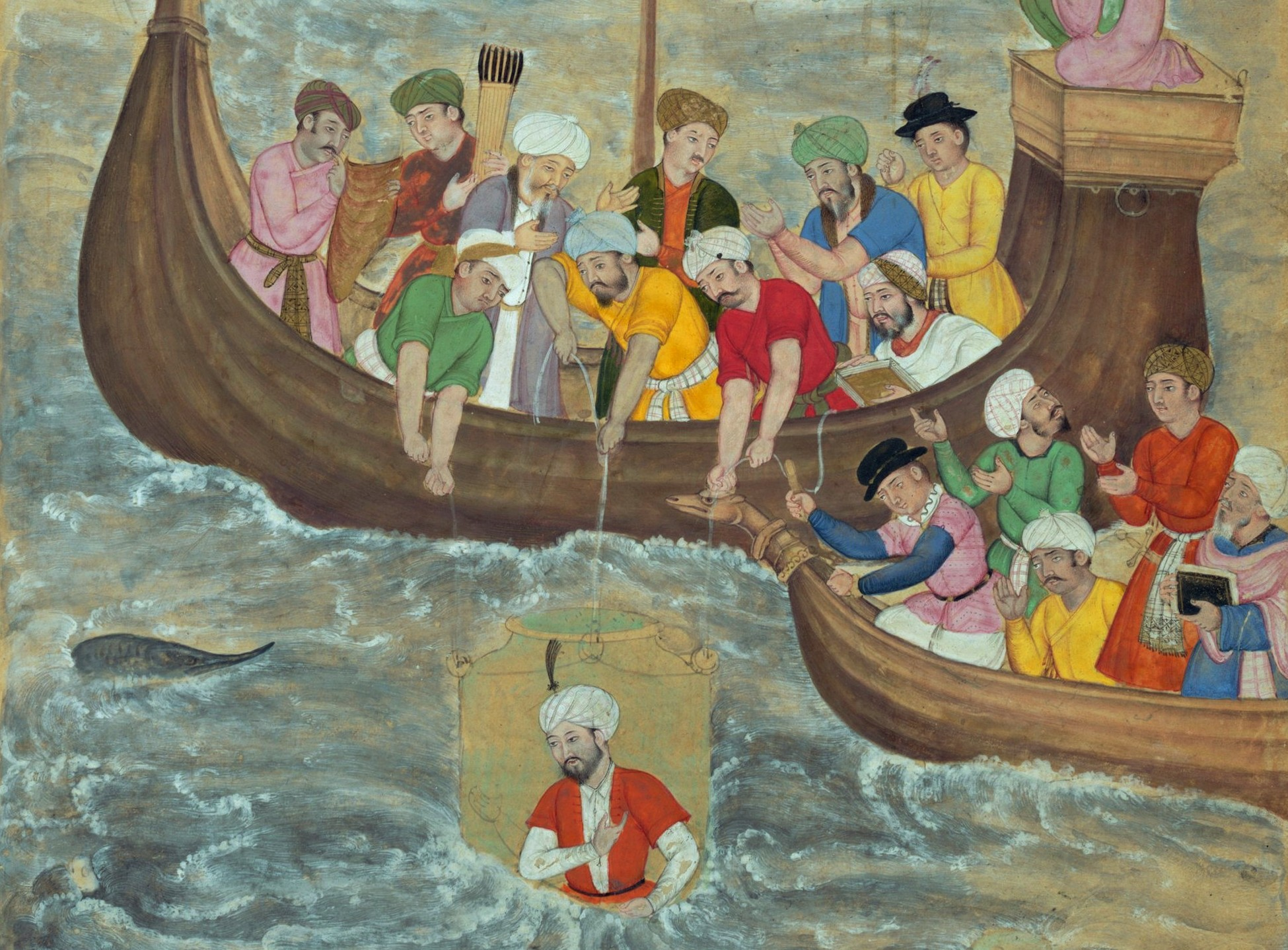
16世紀のイスラム美術、ガラス製の潜水鐘で水中探索するアレクサンドロス3世

ゴルディアスの結び目
アレクサンドロスがペルシア領であるリュディアの州都ゴルディオンを占領した時（紀元前333年）、町の中心にあるゼウス神殿に一台の古い戦車が祀られていた。その戦車は“ゴルディオスの結び目”と言われる複雑に絡み合った縄で結わえられており、「この結び目を解いたものがアジアの支配者になる」という伝説が伝えられていた。その伝説を耳にしたアレクサンドロスは腰の剣を振り上げ、一刀のもとに結び目を切断し、「運命とは伝説によってもたらされるものではなく、自らの剣によって切り拓くものである」と兵たちに宣言した。
海賊と帝王
海賊が捕えられて縛り首になったが、彼はアレクサンドロスに向かって「俺もお前のように多くの国を攻め滅ぼしていれば、英雄と呼ばれたことだろう」と皮肉った。
海中探検
オリエントの伝説によると、アレクサンドロスは海の中の世界に興味をおぼえ、ガラスの樽の中に入って海中を探検したという。
サンドロコットスとの出会い
プルタルコスなどによれば、アレクサンドロスがインドに侵入した時、マケドニアの陣営に1人の若者が訪れてインド東部への道案内を申し出た。この若者の名はサンドロコットスといい、彼こそがのちのチャンドラグプタであるという。
インドの賢者
アレクサンドロスはインドで裸の賢者たちと世界の神秘についての対話を交わした。賢者たちはアレクサンドロスの問いに次々と答えたが、王は必ずしも納得しなかった。賢者の1人はなめした皮の上に乗り、皮の端に立つと他方の端が捲れるが中心に立つと安定することを示して、栄光を求めて世界をさまよう王を諷した。
身体的特徴
アレクサンドロス3世は虹彩異色症(オッドアイ)だった。
トランプの4人の王の1人
フランスでは、トランプのクラブのキングのモデルとされている。

## アレクサンドロスと関わった人々

### 部下たち(50音順)
| - アサンドロス - アリストブロス - アリダイオス - アルケタス - アルコン - アンティゲネス - アンティゴノス - アンティパトロス - エウダモス - エウメネス - エリギュイオス - カッサンドロス - カラス | - カラノス (ヘタイロス) - カリステネス - クラテロス - クレイトス - 白のクレイトス - クレオメネス - コイノス - シビュルティオス - スタサノル - セレウコス - テウタモス - トレポレモス - ニカノル (パルメニオンの子) | - スタゲイロスのニカノル - ネアルコス - ネオプトレモス - ハルパロス - パルメニオン - ピリッポス (マカタスの子) - ピリッポス (太守) - フィロクセノス - フィロタス（パルメニオンの子） - フィロタス (太守) - プトレマイオス - ペイトン - ペイトン (アゲノルの子) | - ペウケスタス - ヘファイスティオン - ペルディッカス - ポリュペルコン - メナンドロス - メノン - メレアグロス - ラオメドン - リュシマコス - レオンナトス |

### 敵対者
| - ダレイオス3世 - メムノン | - ベッソス - スピタメネス | - オクシュアルテス - ポロス（インドの王） | - アギス3世（スパルタ王） |

### その他
| - アリストテレス | - カラノス | - ディオゲネス | - チャンドラグプタ |

### 関連する動物
- ブケパロス - 愛馬
- ペリタス（英語版） - 愛犬。ゾウとライオンを倒し、軍用犬としても活躍した。

## 「アレクサンドロス」の異名を与えられた人物
- カール12世 - スウェーデン国王。「北方のアレクサンドロス」。…ヴォルテール『カール12世伝』[29]
- ナーディル・シャー - アフシャール朝初代シャー。「第2のアレクサンドロス」、「ペルシアのナポレオン」とも。
- スカンデルベク - オスマン帝国に抵抗したアルバニアの民族的英雄。「スカンデル」はイスカンダル（アレクサンドロス）に由来する。
- アラーウッディーン・ハルジー - ハルジー朝のスルタン。「第2のアレクサンドロス」。

## 史料

### 一次史料
- カリステネスの従軍記
- ネアルコスの従軍記
- ネオシクリトスの従軍記
- アリストブロスの従軍記
- プトレマイオスの従軍記
- クレイタルコスの大王伝
- バビロン王宮日誌（実在を疑う研究者も多い）
- バビロン天文日誌

これらの同時代史料は全て散逸している（バビロン天文日誌は、サマリー版の粘土板が発掘されており、アレクサンドロスと思われる王の記録の記載が若干残っている）。

### 史料の日本語訳
評伝
- フラウィオス・アッリアノス 『アレクサンドロス大王東征記・インド誌』 大牟田章訳、東海大学出版会、1996年。ISBN 978-4-486-01355-6。
  - 新訂版 『アレクサンドロス大王東征記』 大牟田章訳、岩波文庫（上・下）、2001年。ISBN 978-4-00-334831-4, 978-4-00-334832-1。

- クルティウス・ルフス『アレクサンドロス大王伝』 谷栄一郎・上村健二共訳、京都大学学術出版会〈西洋古典叢書〉、2003年
- プルタルコス『新訳 アレクサンドロス大王伝』 森谷公俊訳註・解説、河出書房新社、2017年
  - 「アレクサンドロス」-『プルタルコス英雄伝（中）』 井上一訳、筑摩書房〈ちくま学芸文庫〉、1996年。解説村川堅太郎
  - 「アレクサンドロスとカエサル」-『英雄伝 5』 城江良和訳、京都大学学術出版会〈西洋古典叢書〉、2019年 - 新訳版

- 伝カリステネス 『アレクサンドロス大王物語』 橋本隆夫訳、国文社〈アレクサンドリア図書館叢書7〉
  - 新訂版 『アレクサンドロス大王物語』 橋本隆夫訳、ちくま学芸文庫（澤田典子解説）、2020年。ISBN 978-4-480-09996-9

通史
- シケリアのディオドロス 『歴史叢書』（全40巻）
  - 『アレクサンドロス大王の歴史』 森谷公俊訳註・解説（完訳版）、河出書房新社、2023年。ISBN 978-4-309-22883-9
    - 『帝京史学』にて、アレクサンドロスの東征を扱った17巻の訳注（上記は全訳）は、森谷公俊（帝京大学名誉教授）により長年行われ、2012年9月まで3回に分け、全118章のうち83章まで部分連載された。インターネット上で無料公開（帝京史学）もされた。

  - 『神代地誌』神代を扱った最初の6巻の訳、龍溪書舎（2巻組、飯尾都人訳編、1999年）で出版。

- ポンペイウス・トログス / ユスティヌス抄録 『地中海世界史』第11・12巻、合阪學訳、京都大学学術出版会〈西洋古典叢書〉、1998年

その他
アレクサンドロスを中心に扱ったものではないが、ある程度まとまった記述があるもの
- ストラボン 『ギリシア・ローマ世界地誌』 飯尾都人訳 龍渓書舎（全2巻）
- ポリュアイノス 『戦術書』 戸部順一訳、国文社〈叢書アレクサンドリア図書館〉、1999年

## 関連文献
- ロビン・レイン・フォックス 『アレクサンドロス大王』（上下）、森夏樹訳、青土社、2001年 - 詳細な伝記
- 森谷公俊 『アレクサンドロス大王 - 世界征服者の虚像と実像』 講談社選書メチエ、2000年
- 森谷公俊 『王宮炎上 - アレクサンドロス大王とペルセポリス』 吉川弘文館〈歴史文化ライブラリー〉、2000年
- 森谷公俊 『王妃オリュンピアス - アレクサンドロス大王の母』 筑摩書房〈ちくま新書〉、1998年
  - 新版『アレクサンドロスとオリュンピアス - 大王の母、光輝と波乱の生涯』 ちくま学芸文庫、2012年
- 森谷公俊 『アレクサンドロス大王東征路の謎を解く』 河出書房新社、2017年
- 『図説 アレクサンドロス大王』 森谷公俊解説・鈴木革写真、河出書房新社〈ふくろうの本〉、2013年
- ピエール・ブリアン 『アレクサンダー大王 - 未完の世界帝国』福田素子訳、創元社〈「知の再発見」双書11〉、1991年
- ピエール・ブリアン 『アレクサンドロス大王』 田村孝訳、白水社〈文庫クセジュ〉、2003年
- ヒュー・ボーデン 『アレクサンドロス大王』 佐藤昇訳、刀水書房「刀水歴史全書」、2019年
- 大牟田章 『アレクサンドロス大王 - 世界をめざした巨大な情念』 清水書院〈新・人と歴史〉、新装版2017年
- 澤田典子『アレクサンドロス大王　今に生きつづける「偉大なる王」』 山川出版社〈世界史リブレット人〉、2013年
- 澤田典子『アレクサンドロス大王』 筑摩書房「よみがえる天才4 ちくまプリマー新書」、2020年
- ニック・マッカーティ 『アレクサンドロス大王の野望　シリーズ絵解き世界史1』原書房、本村凌二（日本語版総監修）、2007年
- オーレル・スタイン 『アレクサンドロス古道』 前田龍彦訳、同朋舎 1985年 - アリアーノスの原典も所収
  - 別訳版 『アレクサンダーの道 ガンダーラ・スワート』 谷口陸男・澤田和夫訳、長澤和俊注・解説、白水社 1984年
- 山中由里子『アレクサンドロス変相 --古代から中世イスラームへ--』名古屋大学出版会、2009年。専門書
- エドヴァルド・ルトヴェラゼ 『アレクサンドロス大王東征を掘る』 帯谷知可訳、日本放送出版協会〈NHKブックス〉、2006年
- 『NHKスペシャル 文明の道1 アレクサンドロスの時代』 日本放送協会出版 2003年 -「文明の道」放送に併せた出版
- 『アレクサンドロス大王と東西文明の交流展』 東京国立博物館・日本放送協会共同編集、2003年 - 展覧会図録・同上

## 創作上におけるアレクサンドロス3世

### 書籍
- 幻想皇帝 アレクサンドロス戦記 - 荒俣宏の歴史小説。戦国末期、日本を訪れた宣教師ルイス・フロイスが戦国大名の織田信長にアレクサンドロス3世の生涯を語りながら物語が進んでいく（1996-97年）
- 獅子王アレクサンドロス - 阿刀田高（1997年）、講談社文庫で再刊
- アレキサンダー大王 陽炎の帝国 - ニコラス・ニカストロ（楡井浩一訳、清流出版、2005年）
- ギリシア人の物語 - 塩野七生（新潮社 のち新潮文庫）（2023年）、最終巻がアレクサンドロス伝

### マンガ
- アレクサンダー大王 -天上の王国- - 赤石路代の漫画（1997 - 2011年）。
- アレクサンドロス 世界帝国への夢 - 安彦良和の漫画（日本放送出版協会 2003年、増訂版2008年）。
- ヒストリエ - 岩明均の漫画。アレクサンドロス3世に仕えた書記官、エウメネスの物語（2003年 - 連載中）。

### 映画
| 年   | 題名                                   | 監督                 | アレクサンドロス大王を演じた俳優 |
| ---- | -------------------------------------- | -------------------- | -------------------------------- |
| 1956 | アレキサンダー大王 Alexander the Great | ロバート・ロッセン   | リチャード・バートン             |
| 1982 | アレクサンダー大王 Alexander the Great | テオ・アンゲロプロス | オメロ・アントヌッティ           |
| 2004 | アレキサンダー Alexander               | オリバー・ストーン   | コリン・ファレル                 |

### テレビドラマ
| 年   | 題名                                                                | 監督                 | アレクサンドロス大王を演じた俳優 |
| ---- | ------------------------------------------------------------------- | -------------------- | -------------------------------- |
| 2024 | アレクサンドロス大王: 神が生まれし時 Alexander: The Making of a God | ヒュー・バランタイン | バック・ブレイスウェイト         |

### アニメ
- アレクサンダー戦記 - 上記の荒俣宏の小説を原作としたTVアニメ。だが設定が原作と大きく異なる。

### ゲーム
- アルシャードガイアRPG - 井上純一・菊池たけしデザインのテーブルトークRPG。リプレイやシナリオ、読者参加企画を包含するプロジェクト「アルシャードトライデント」に重要キーパーソンとして登場する。
- 『シヴィライゼーション』シリーズ - 第1作目からギリシャ文明の指導者として登場。イギリスのエリザベス1世、モンゴルのチンギス・ハーン、ズールー王国のシャカ、そしてインドのマハトマ・ガンジーとともに、(ナンバリングタイトルでは)第5作目のCivilization 5まで皆勤の指導者である[30]。
  - 最新作のCivilization 6にも続投するが、ギリシャではなくマケドニア文明の指導者として登場。彼の代わりにギリシャ文明の指導者になったのは、アテナイのペリクレスと、スパルタのゴルゴー王妃である。

### 音楽
- Alexander the Great - アイアン・メイデンの楽曲。サムホエア・イン・タイムに収録。
- Mystery of Love - スフィアン・スティーヴンスの楽曲。
アレクサンドロス大王の逸話を基にした歌詞が使用されている。